# كيندال شو
كيندال شو (بالإنجليزية: Kendall Shaw)‏ هو رسام وكيميائي أمريكي، ولد في 1924.